# Axiomas (película)
Axiomas es una película de dramática argentina de 2022 dirigida por Marcela Luchetta. Narra la historia de una abogada que es enviada por una ONG a batallar con una empresa de explotación minera en su provincia natal, donde su padre es el Gobernador y también deberá enfrentarse con él, ya que ese negocio es el principal ingreso económico del lugar. Está protagonizada por Luz Cipriota, Jorge Marrale y César Bordón. La película tuvo su estreno en las salas de cines de Argentina el 10 de marzo de 2022 bajo la distribución de Cine Tren.
La película recibió reseñas mixtas por parte de los críticos, quienes valoraron las actuaciones de Marrale y Cipriota, pero criticaron mayormente su narrativa y su forma de ejecución. En el sitio web Todas las críticas tuvo un porcentaje de aprobación del 59%.

## Sinopsis
Isabela (Luz Cipriota) es una activista ambiental que trabaja para una ONG llamada Axiomas y por la cual es enviada desde un campo del Sahara a la Argentina para ejercer su rol como abogada en su provincia natal, donde una empresa minera levanta las sospechas de estar saqueando los recursos naturales de la zona, por lo cual, Isabela deberá enfrentarse con quién más defiende y protege a esta poderosa empresa que es el Gobernador Ribero (Jorge Marrale), quien además es su padre, librando así un enfrentamiento familiar y popular.

## Reparto
- Luz Cipriota como Isabela Ribero
- Jorge Marrale como Octavio Ribero
- César Bordón como Eulogio
- Paula Cancio como Nuria
- Esteban Meloni como Sebastián
- Eliseo Barrionuevo como Ramiro
- Guido Balzaretti como Javier
- Eugenia Lencinas como Mariana
- Susana Varela como Juana
- Maximiliano Guerra como Bailarín
- Ezequiel Rodríguez como Gerardo
- Nehuen Zapata como Cipriano
- Agostina Innella como Rayen
- Erasmo Colombo como Pedro
- Darwin Palacios como Alphonse
- Marcela Luchetta como Karina

## Recepción

### Comentarios de la crítica
La película recibió críticas mixtas por parte de los expertos. Paula Vázquez Prieto del diario La Nación calificó a la película como «regular», diciendo que cuenta con «actuaciones sólidas de sus protagonistas (Cipriota y Marrale), pero también se trata de una historia con poca espesura dramática, conducida de manera mecánica mediante frases hechas». Por su parte, Ezequiel Boetti del sitio web Otros Cines destacó de la actuación de Marrale, expresando que es dúctil, pero que el filme «naufraga cuando refuerza su línea eco-friendly», que tiene buenas intenciones aunque falla en su ejecución. Ricardo De Luca del página Cine Argentino Hoy valoró la dirección fotográfica, mencionando que el trabajo de Nieto es «excelente» y resaltó a la banda sonora de la película como «excelsa [...] que no hace más que realzar la belleza de cada imagen». Por otra parte, Santiago García de Leer Cine remarcó que la cinta «desde lo estrictamente narrativo se encuentra con muchas limitaciones y poca credibilidad», sin embargo, «consigue captar la belleza del paisaje y busca tener una narración clásica, entretenida».
En una reseña para el portal de cine Cuatro Bastardos, Rocío Céspedes puntuó a la película con un 8, elogiando las interpretaciones de Marrale, Bordón y Cipriota quienes «lograron transportar al espectador a cada escena y sentir en carne propia lo que sucedía». Catalina Dlugi para su página le otorgó a la cinta una crítica positiva, manifestando que tiene «giros interesantes, para la protagonista, una intensa y precisa Luz Cipriota, que cambia su mirada, muy bien acompañada por Marrale, Bordón, Cancio, Meloni y elenco».